# Красная Пресня (завод)
Закрытое акционерное общество Приволжский ювелирный завод «Красная Пресня» (сокр. — ЗАО «Красная Пресня») — предприятие ювелирной отрасли, расположенное в городе Приволжск Ивановской области. Директором предприятия с 1998 года является Обабков Сергей Андреевич.
Предприятие занимается производством ювелирных изделий из серебра, золота и цветного металла. Занимает первое место по выпуску ювелирных изделий из серебра (доля предприятия на российском рынке более 6 %).

## История
Ювелирное дело в селе Большое Яковлевское (ныне город Приволжск) зародилось ещё в конце 19 века кустарями-одиночками.В 1934 году после революционных преобразований начал возрождаться ювелирный промысел. В 1940 году разрозненные ювелирные мастерские объединились в артель «Красная Пресня». В период Великой Отечественной войны работники артели занимались выпуском пуговиц и звездочек для военной формы и солдатских кружек, а после войны снова вернулись к выпуску украшений.
Ещё в 1947 году институт народных художественных промыслов обратил внимание на артель, которая стала получать фондовое сырье (цветные и драгоценные металлы).
В 1949 году был организован в Плёсе филиал по изготовлению цепочек.
С 1960 года фабрика «Красная Пресня» освоила новую технологию гальванического покрытия изделий золотом и серебром.
С 1967 года фабрика перешла в подчинение «Союзювелирпрома», а в 1973 году она была переименована в завод, осуществляющий поставки крупнейшим московским торговым базам «Росювелирторга» и «Металлогалантереи» — это свидетельство высокого уровня исполнения работ ювелиров «Красной Пресни».
С 1993 года завод «Красная Пресня» относится к предприятиям народных художественных промыслов.

## Производство и техническое развитие
С приходом в 1998 году нового руководителя Обабкова С. А. на предприятии стали проводить политику социального и технического развития.
В конце девяностых на заводе практически не было современных участка и технологии литья. Понимая важность решения данной проблемы, была изучена ситуация на рынке технологий. А уже через несколько лет построен участок литья, оснащен самым современным оборудованием. Участок успешно эксплуатируется, где производятся изделия из серебра 925°, золота 585° и не драгоценных металлов.
С вводом в эксплуатацию участка литья ювелирных изделий на заводе высвободились значительные мощности по изготовлению штамповой оснастки и штамповке. Было решено дозагрузить эти участки. Благодаря этому, предприятие приступило к освоению выпуска столового серебра.
Учитывая потребность рынка в ювелирных изделиях-цепях, специалисты завода приступили к изучению технологий изготовления различных видов плетения, а также рынка оборудования для них. В результате, сегодня завод имеет участок по производству высококачественных цепей с достаточно высокой рентабельностью производства.
В 2000—2010 гг. была проведена модернизация и техническое перевооружение различных подразделений завода:
- гранильного цеха, что позволило освоить выпуск высококачественных ювелирных камней из различных материалов;
- заводской лаборатории, которая теперь оснащена самым современным европейским оборудованием и приборами, позволяющими проводить анализы драгоценных металлов неразрушающим способом, и при этом значительно снизив затраты на них;
- иных подразделений завода, не связанных напрямую с выпуском ювелирных украшений: медпункта, столовой, котельной, ремонтной службы, транспортного участка и других.

Огромная работа проведена и в области энергосбережения (утепление зданий, установка современных пластиковых окон, ликвидация старых вентиляционных камер и калориферов, отказ от применения ламп накаливания, модернизация компрессорной — с установкой современных винтовых компрессоров с более высоким КПД и т. д.). Все эти и многие другие мероприятия позволили заводу увеличить объём производства более чем в четыре раза и занять одну из лидирующих позиций на российском рынке производства украшений из серебра (в том числе, столового), а также бижутерии.

## Продукция
Завод «Красная Пресня» выпускает свыше 400 видов изделий из золота 585 пробы; свыше 3000 — из серебра 925 пробы; свыше 3000 — из сплавов цветных металлов с покрытием серебром и золотом со вставками. В ассортименте броши, кольца, серьги, колье, шнурки, браслеты, цепное полотно ручной и машинной вязки, столовое серебро и сувениры.
Продукция завода реализуется через салон-магазин и оптово-розничных посредников. В мае 2010 года состоялось открытие двухэтажного здания салона-магазина.

## Награды
Ещё в 50-80е годы «Красной Пресне» поручались спецзаказы для Всемирного фестиваля молодежи и студентов, Олимпийских игр, вручались Дипломы Первой и Второй степеней на Всероссийских выставках народных художественных промыслов, дипломы международных выставок. Позднее завод стал обладателем наград «За верность эксклюзиву», «Лидер ювелирной отрасли», «Добросовестный поставщик года». В 2010 году завод также получил статус «Лидер экономики России 2010».
Директор завода С. А. Обабков — лауреат национальной премии «Лучший руководитель России».